# Casa de Cultura Azcapotzalco
La Casa de la Cultura Azcapotzalco es un espacio cultural ubicado en la alcaldía Azcapotzalco; Fue inaugurada el 18 de noviembre de 1991 y en ella se imparten talleres y se realizan eventos de diversa índole y para todas las edades, como exposiciones o conciertos. Esta casa está ubicada sobre la Avenida Azcapotzalco 605, frente al jardín Hidalgo y a un costado de la Parroquia de los Santos Apóstoles Felipe y Santiago.

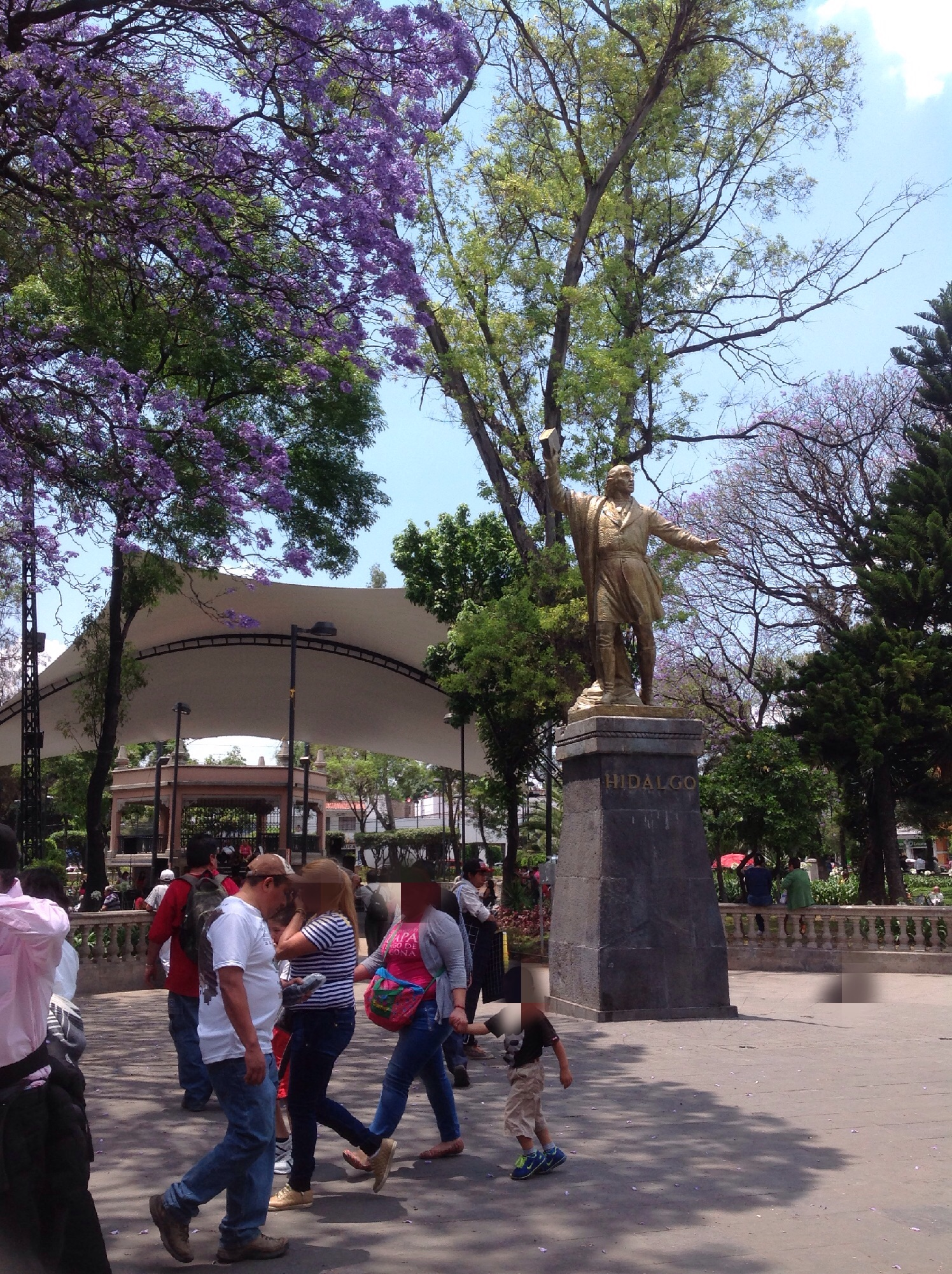
Jardín Hidalgo, ubicado frente de la Casa de la Cultura

## Breve historia
En el lugar donde se encuentra la casa de cultura, se ubicó el centro ceremonial Tepaneca durante el periodo prehispánico; consumada la conquista de México, los Dominicos construyeron en este sitio la parroquia y convento de los Santos Apóstoles Felipe y Santiago, el cual se conserva a un lado de la casa de cultura. En el atrio de la parroquia se libró la Batalla de Azcapotzalco, la última acción de armas de la guerra de independencia. Posteriormente, durante el Porfiriato, el terreno fue adquirido por el Ayuntamiento de México para construir el palacio municipal de Azcapotzalco, el cual fue inaugurado en 1891. Para 1896 es declarado monumento histórico por el Instituto Nacional de Antropología e Historia, y el 18 de noviembre de 1991 se inauguró, como Casa de la Cultura como parte de los festejos del centenario del edificio.

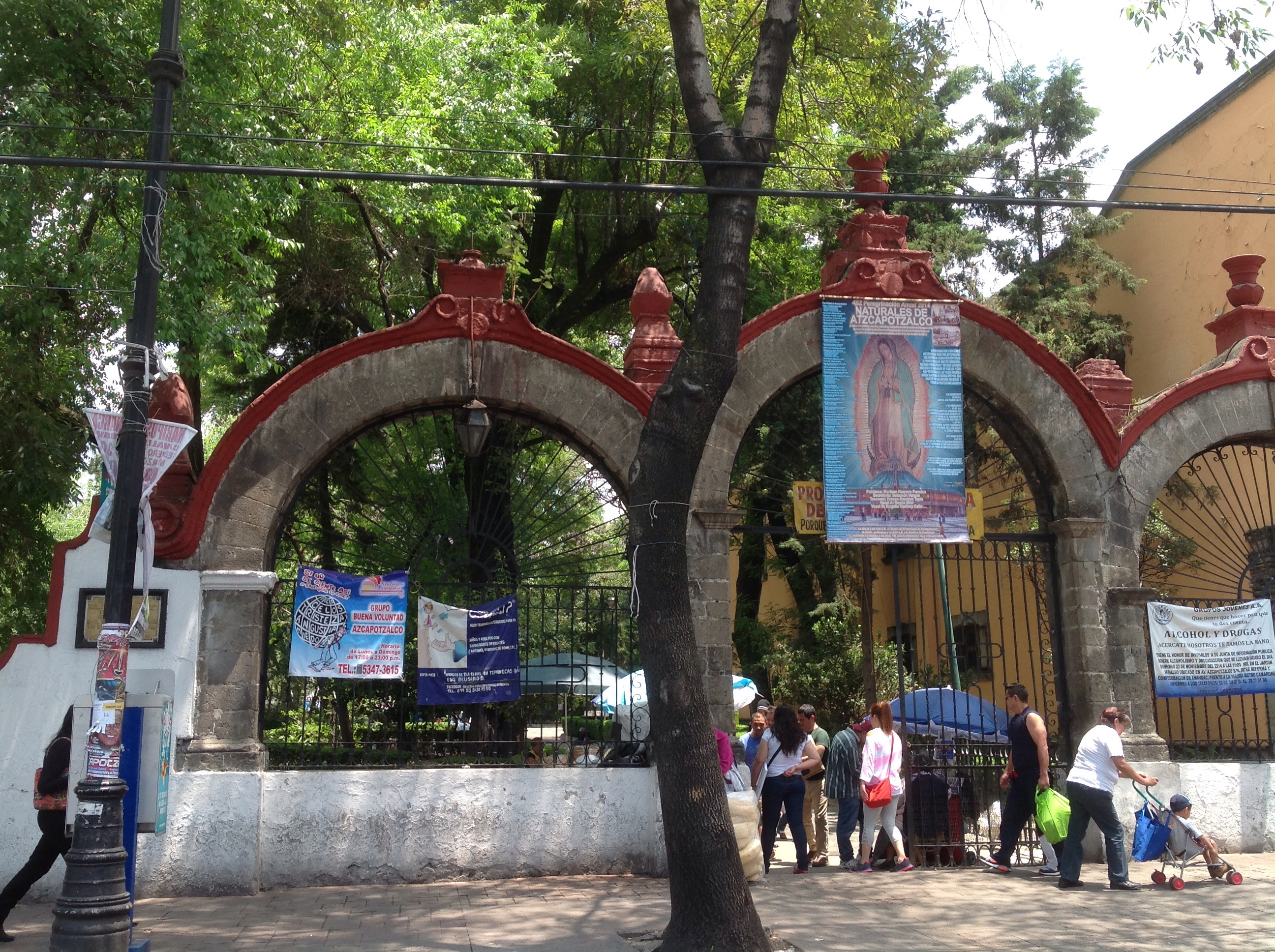
Acceso de la parroquia de los apóstoles Felipe y Santiago, ubicada a un costado de la Casa de la Cultura

## Descripción del edificio
La portada es de cantera, cuenta con un balcón con una bífora ornamentada, flanqueado por baquetones, así como con un barandal de herrería fechado en 1894. Los materiales con los que se construyó provienen de diferentes estados de la República Mexicana, como el Estado de México,Oaxaca, Querétaro; y también de otros países como Francia, como lo es el reloj de la fachada.
Tres de los espacios del antiguo palacio se destinaron a ser salas para exposiciones, el edificio cuenta también con dos pequeños jardines en su interior, el de las rosas y el de los naranjos, el primero está dedicado a Manuel Gamio, investigador de la historia de la región de Azcapotzalco y homenajeado con un busto en el centro del patio.

## Patrimonio artístico
El recinto cuenta con vitrales que representan diversos temas históricos; el primero habla de la fundación de la gran Tenochtitlan, el segundo está dedicado a Nezahualcóyotl, el tercero está dedicado a Don Quijote de la Mancha, el cuarto es sobre las musas de la música, el quinto está dedicado a Miguel de Cervantes Saavedra, en el sexto están los 32 escudos de los estados de la República, y en los dos últimos se aprecia una pareja de jóvenes; ocho vitrales realizados por David Hernández. Por otro lado también cuenta con el mural La Herencia Tepaneca en el Umbral del Tercer Milenio del artista Arturo García Bustos que se ubica en las escaleras, este cuenta la historia de los antiguos pobladores de la región de Azcapotzalco, los Mexicas y Tepanecas,.

## Actualidad
En la época actual este recinto alberga diversos talleres que ayudan a desarrollar una o varias habilidades específicas, entre las que se encuentran:
- Idioma: Inglés, Náhuatl.
- Música: Guitarra, Piano, Violín, Canto.
- Expresión corporal: Teatro, Danza.
- Artes plásticas: Alebrijes, Acuarela, Creación literaria.
- Técnicas de Aprendizaje Acelerado.
- Arte-Terapia: Las artes aplicadas al bienestar